# Rhagio karafutonis
Rhagio karafutonis är en tvåvingeart som beskrevs av Matsumura 1916. Rhagio karafutonis ingår i släktet Rhagio och familjen snäppflugor. Inga underarter finns listade i Catalogue of Life.